# Männiku

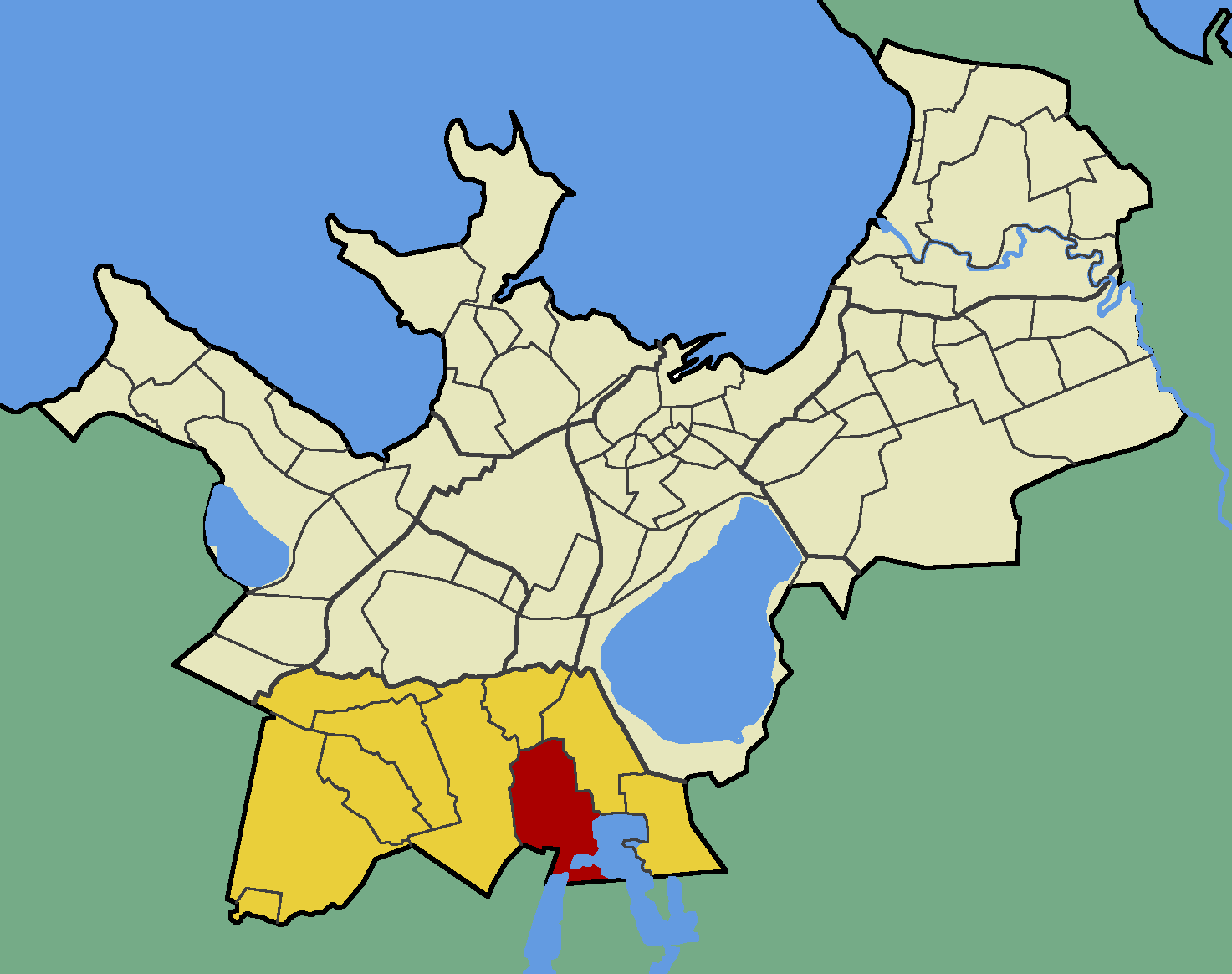
Der Bezirk Männiku (rot) im Tallinner Stadtteil Nõmme (gelb)

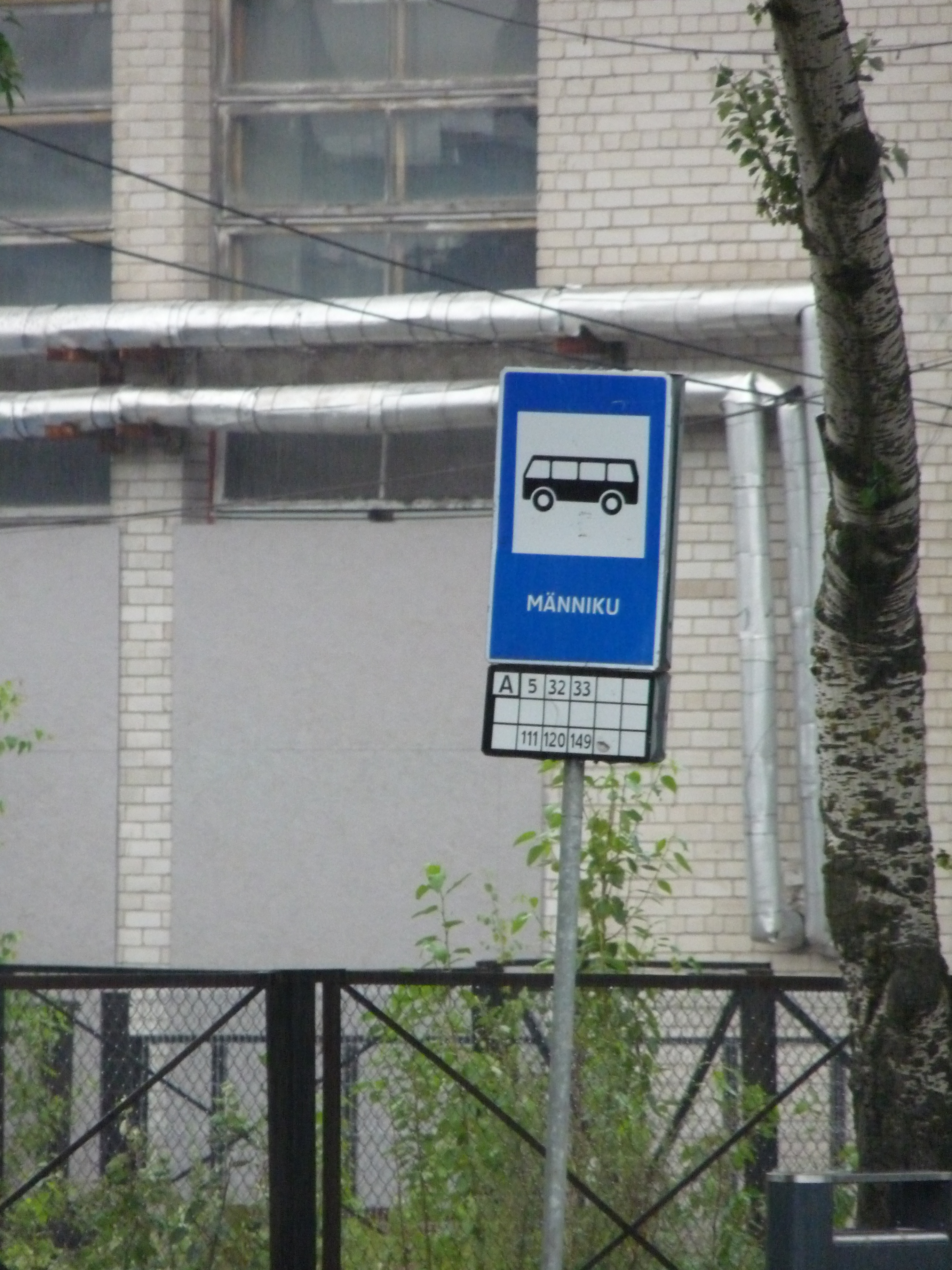
Bushaltestelle in Männiku

Männiku (zu Deutsch „Kiefernwald“) ist ein Bezirk (estnisch asum) der estnischen Hauptstadt Tallinn. Er liegt im Stadtteil Nõmme.

## Beschreibung
Der Stadtbezirk hat 6.035 Einwohner (Stand 1. Mai 2010). Seine Fläche beträgt 3,7 Quadratkilometer.
Südlich von Männiku liegt der Männiku-See (Männiku järv), südöstlich der Raku-See (Raku järv). Dazwischen liegt der kleinere Pumba-See (Pumbajärv). Westlich grenzt Männiku an das Moor von Pääsküla (Pääsküla raba).
1798 wird der Bezirk in den Landkarten Ludwig August Mellins mit dem Namen Sukleni bezeichnet. Zu Beginn des 20. Jahrhunderts trug die Gegend den Namen Valdeck (von der deutschen Bezeichnung „Waldeck“) nach einer gleichnamigen Schänke.
Mit dem Ausbau Tallinns zur Seefestung errichtete die zaristische Armee zahlreiche Kasernen- und Festungsanlagen. Im Mai 1914 entstanden auch Pläne zum Bau einer Gartenstadt in dem Bezirk. Sie konnten wegen Ausbruch des Ersten Weltkriegs zunächst nicht ausgeführt werden. Erst Anfang der 1920er Jahre begann eine größere zivile Bautätigkeit. Gleichzeitig wurden die bestehenden Militärgebäude durch den jungen estnischen Staat übernommen.
1937 wurde mit dem estnischen Baustoff-Unternehmen Kvarts der Grundstein für die Ansiedlung von Industrieanlagen in Männiku gelegt. Durch den Zuzug von Arbeitern stieg die Einwohnerzahl seit Ende der 1930er Jahre kontinuierlich an.